# 47 d'Andròmeda
47 d'Andròmeda (47 Andromedae) és una estrella de la constel·lació d'Andròmeda. Té una magnitud aparent de 5,30.